# Kay Suenson
Kay Suenson (30. april 1872 – 21. januar 1954) var direktør for Store Nordiske Telegrafselskab (nuværende GN Store Nord) og kammerjunker.
Han var søn af Edouard Suenson. Han blev student 1891, cand.jur. 1898 og var direktør i Store Nordiske Telegrafselskab fra 1908.
Han var dekoreret med Dannebrogordenen og tillige de udenlandske ordener Kinesiske Dobbelte Drage Orden, Japanske Hellige Skats Orden og Russiske Skt. Anna Orden.